# Coppa del Mondo di salto con gli sci 1987
La Coppa del Mondo di salto con gli sci 1987, ottava edizione della manifestazione organizzata dalla Federazione Internazionale Sci, ebbe inizio il 6 dicembre 1986 a Thunder Bay, in Canada, e si concluse il 21 marzo 1987 a Oslo, in Norvegia. Furono disputate 22 delle 23 gare previste, tutte maschili, in 17 differenti località: 10 su trampolino normale, 10 su trampolino lungo e 2 su trampolino per il volo. Nel corso della stagione si tennero a Oberstdorf i Campionati mondiali di sci nordico 1987, non validi ai fini della Coppa del Mondo, il cui calendario contemplò dunque un'interruzione nel mese di febbraio.
Il norvegese Vegard Opaas si aggiudicò la coppa di cristallo, il trofeo assegnato al vincitore della classifica generale, mentre l'austriaco Ernst Vettori vinse il Torneo dei quattro trampolini, le cui prove furono ritenute valide anche ai fini della classifica di Coppa. Non vennero stilate classifiche di specialità; Matti Nykänen era il detentore uscente della Coppa generale, Vettori del Torneo.

## Risultati
| Data                          | Località               | Nazione        | Trampolino                | Spec. | Primo                | Secondo              | Terzo             |
| ----------------------------- | ---------------------- | -------------- | ------------------------- | ----- | -------------------- | -------------------- | ----------------- |
| 6 dicembre 1986               | Thunder Bay            | Canada         | Big Thunder K89           | NH    | Jens Weißflog        | Matti Nykänen        | Jukka Kalso       |
| 7 dicembre 1986               | Thunder Bay            | Canada         | Big Thunder K120          | LH    | Matti Nykänen        | Thomas Klauser       | Vegard Opaas      |
| 13 dicembre 1986              | Lake Placid            | Stati Uniti    | MacKenzie Intervale K86   | NH    | Vegard Opaas         | Ernst Vettori        | Primož Ulaga      |
| 14 dicembre 1986              | Lake Placid            | Stati Uniti    | MacKenzie Intervale K114  | LH    | Ernst Vettori        | Primož Ulaga         | Vegard Opaas      |
| 21 dicembre 1986              | Chamonix               | Francia        | Le Mont K95               | NH    | Martin Švagerko      | Olav Hansson         | Primož Ulaga      |
| Torneo dei quattro trampolini |                        |                |                           |       |                      |                      |                   |
| 30 dicembre 1986              | Oberstdorf             | Germania Ovest | Schattenberg K115         | LH    | Vegard Opaas         | Thomas Klauser       | Andreas Felder    |
| 1º gennaio 1987               | Garmisch-Partenkirchen | Germania Ovest | Große Olympiaschanze K107 | LH    | Andreas Bauer        | Jukka Kalso          | Ulf Findeisen     |
| 4 gennaio 1987                | Innsbruck              | Austria        | Bergisel K109             | LH    | Primož Ulaga         | Hroar Stjernen       | Ernst Vettori     |
| 6 gennaio 1987                | Bischofshofen          | Austria        | Paul Ausserleitner K111   | LH    | Tuomo Ylipulli       | Ernst Vettori        | Vegard Opaas      |
| 10 gennaio 1987               | Štrbské Pleso          | Cecoslovacchia | MS 1970 K88               | NH    | Vegard Opaas         | Andreas Felder       | Ari-Pekka Nikkola |
| 11 gennaio 1987               | Štrbské Pleso          | Cecoslovacchia | MS 1970 K114              | LH    | Ulf Findeisen        | Ole Gunnar Fidjestøl | Ernst Vettori     |
| 14 gennaio 1987               | Oberwiesenthal         | Germania Est   | Fichtelberg K90           | NH    | Ernst Vettori        | Hroar Stjernen       | Jiří Parma        |
| 15 gennaio 1987               | Klingenthal            | Germania Est   | Aschberg K102             | LH    | annullata            | annullata            | annullata         |
| 24 gennaio 1987               | Sapporo                | Giappone       | Miyanomori K90            | NH    | Akira Satō           | Miran Tepeš          | Hiroo Shima       |
| 25 gennaio 1987               | Sapporo                | Giappone       | Ōkurayama K115            | LH    | Primož Ulaga         | Miran Tepeš          | Steinar Bråten    |
| 28 febbraio 1987              | Lahti                  | Finlandia      | Salpausselkä K88          | NH    | Ari-Pekka Nikkola    | Vladimír Podzimek    | Tuomo Ylipulli    |
| 1º marzo 1987                 | Lahti                  | Finlandia      | Salpausselkä K88          | NH    | Matti Nykänen        | Tuomo Ylipulli       | Ernst Vettori     |
| 4 marzo 1987                  | Örnsköldsvik           | Svezia         | Paradiskullen K82         | NH    | Ari-Pekka Nikkola    | Andreas Felder       | Didier Mollard    |
| 8 marzo 1987                  | Falun                  | Svezia         | Lugnet K112               | LH    | Matti Nykänen        | Pekka Suorsa         | Andreas Felder    |
| 14 marzo 1987                 | Planica                | Jugoslavia     | Letalnica K185            | FH    | Andreas Felder       | Ole Gunnar Fidjestøl | Thomas Klauser    |
| 15 marzo 1987                 | Planica                | Jugoslavia     | Letalnica K185            | FH    | Ole Gunnar Fidjestøl | Matjaž Zupan         | Piotr Fijas       |
| 20 marzo 1987                 | Rælingen               | Norvegia       | Marikollen K85            | NH    | Vegard Opaas         | Hroar Stjernen       | Ernst Vettori     |
| 21 marzo 1987                 | Oslo                   | Norvegia       | Holmenkollen K105         | LH    | Andreas Felder       | Ari-Pekka Nikkola    | Miran Tepeš       |

Legenda:

NH = trampolino normale

LH = trampolino lungo

FH = volo con gli sci

## Classifiche

### Generale
| Pos. | Nome                 | Nazione        | Punti |
| ---- | -------------------- | -------------- | ----- |
| 1    | Vegard Opaas         | Norvegia       | 218   |
| 2    | Ernst Vettori        | Austria        | 192   |
| 3    | Andreas Felder       | Austria        | 177   |
| 4    | Miran Tepeš          | Jugoslavia     | 166   |
| 5    | Hroar Stjernen       | Norvegia       | 159   |
| 6    | Matti Nykänen        | Finlandia      | 133   |
| 7    | Primož Ulaga         | Jugoslavia     | 132   |
| 8    | Ole Gunnar Fidjestøl | Norvegia       | 131   |
| 9    | Jiří Parma           | Cecoslovacchia | 129   |
| 10   | Ari-Pekka Nikkola    | Finlandia      | 124   |

### Torneo dei quattro trampolini
| Pos. | Nome           | Nazione        | Punti |
| ---- | -------------- | -------------- | ----- |
| 1    | Ernst Vettori  | Austria        | 710   |
| 2    | Vegard Opaas   | Norvegia       | 703   |
| 3    | Ulf Findeisen  | Germania Est   | 702   |
| 4    | Miran Tepeš    | Jugoslavia     | 691   |
| 5    | Thomas Klauser | Germania Ovest | 685   |

### Nazioni
| Pos. | Nazione        | Punti |
| ---- | -------------- | ----- |
| 1    | Norvegia       | 639   |
| 2    | Finlandia      | 539   |
| 3    | Austria        | 476   |
| 4    | Jugoslavia     | 384   |
| 5    | Cecoslovacchia | 240   |